# Placa de l'escull de Balmoral

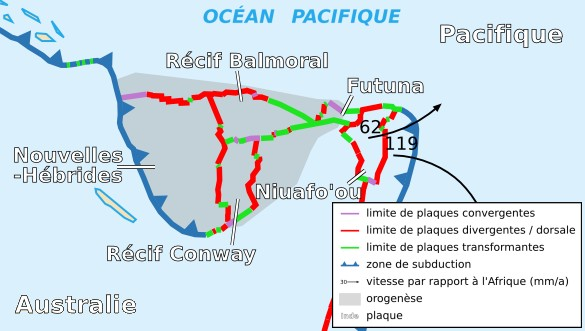
Mapa de la Placa de l'Escull de Balmoral i les plaques veïnes (en francès)

La placa de l'Escull de Balmoral és una microplaca tectònica de la litosfera de la Terra. La seva superfície és de 0,00481 estereoradiants. Normalment està associada amb la placa del Pacífic.
Es troba a l'oceà Pacífic occidental, del qual n'ocupa una petita part.
La placa de l'Escull de Balmoral està en contacte amb les plaques de les Noves Hèbrides,de l'Escull de Conway i australiana.
El desplaçament de la placa de l'Escull de Balmoral es produeix a una velocitat de 0,20° per milió d'anys en un pol d'Euler situat a 45°90' de latitud nord i 111°00' de longitud oest (referència: placa del Pacífic).
La placa de l'Escull de Balmoral pren el seu nom d'un atol de corall ubicat al nord-oest de les illes Fiji.